# Francis Sheldon

Modellritning av Francis Sheldon för Carl Gustaf Wrangels skepp, 1660-tal. Skoklosters slott/SHM.

Francis Sheldon var en engelsk skeppsbyggare, far till Frans Johan Sheldon och Charles Sheldon.
Sheldon försökte enligt familjetraditionen — tillsammans med sina bröder Gilbert och Joseph — befria Karl I ur fängelset och tvingades lämna England och kom 1655 till Sverige.
Han antogs samma år till skeppsbyggmästare för örlogsflottan och byggde åtskilliga örlogsfartyg samt genomförde förbättringar för sjöfarten, men återvände 1685 till England, då han inte fick ut någon ersättning för vad han lagt ut för flottans fartygsbyggnader. Han dog i Chatham 1692, ungefär 80 år gammal.
Under sin tid i Göteborg ansvarade han för byggandet av skeppen Riksäpplet, Postiljon och Jupiter. Därefter flyttade han till Stockholm där han ledde arbetet med skeppet Stora Kronan. Efter en tid i England återkom han 1677 till Sverige och ledde arbetet i Riga med skeppen Wachtmeister, Livland och Estland. Han byggde även ett antal örlogsfartyg för Danmarks flotta.